# Wyspy Banksa
Wyspy Banksa (ang. Banks Islands, fr. Îles Banks) – grupa wysp w północnym Vanuatu. Razem z Wyspami Torresa na północnym zachodzie tworzą najdalej na północ wysuniętą prowincję tego kraju, Torba.
W 1979 r. wyspy zamieszkiwało 4614 osób. Autochtoniczni mieszkańcy wysp należą do grupy austronezyjskiej i mówią piętnastoma językami, z których większość jest zagrożona. Najwięcej ludzi (2100 osób) używa języka mwotlap.